# Maylis
Maylis település Franciaországban, Landes megyében. Lakosainak száma 301 fő (2022. január 1.). Maylis Bergouey, Caupenne, Doazit, Larbey, Montaut, Saint-Aubin és Saint-Cricq-Chalosse községekkel határos.

## Népesség
A település népességének változása:
| Lakosok száma | 369  | 329  | 338  | 334  | 323  | 317  | 315  | 315  | 311  | 301  |
|               | 1968 | 1982 | 1990 | 2006 | 2013 | 2015 | 2017 | 2019 | 2020 | 2022 |